# Joegoslavië op de Olympische Winterspelen 1924

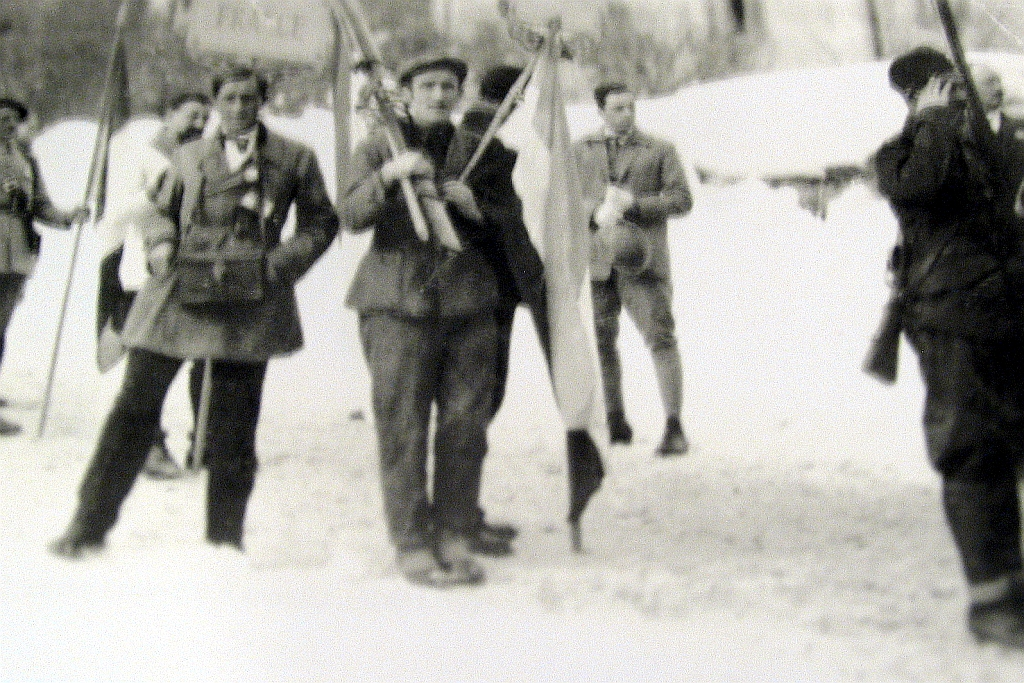
Dušan Zinaja tijdens de Olympische Winterspelen 1924

Tijdens de Olympische Winterspelen van 1924 die in Chamonix, Frankrijk werden gehouden nam Joegoslavië deel en was hierdoor een van de zestien landen die aan deze eerste Olympische winterspelen deel nam.
Er werden zes deelnemers ingeschreven waaronder één vrouw (Z. Pandakovic) bij het kunstrijden. Zij en een langlaufer kwamen niet in actie op deze spelen. De vier deelnemende sporters van de Joegoslavische delegatie wist geen medailles te winnen.

## Deelnemers en resultaten

### Langlaufen
| Olympiër         | Discipline  | Resultaat | Prestatie                     |
| ---------------- | ----------- | --------- | ----------------------------- |
| Vladimir Kajželi | 18 km       | 34e       | 2:00.43,0                     |
| Zdenek Švigelj   | 18 km 50 km | 32e dnf   | 1:50.27,0 niet gefinisht      |
| Dušan Zinaja     | 18 km 50 km | 36e dnf   | 2:12.19,4 niet gefinisht      |
| Mirko Pandakovic | 18 km 50 km | dnf dnf   | niet gefinisht niet gefinisht |

De langlaufer M. Benkovich startte niet op de 50 kilometer.
België · Canada · Finland · Frankrijk · Groot-Brittannië · Hongarije · Italië · Joegoslavië · Letland · Noorwegen · Oostenrijk · Polen · Tsjecho-Slowakije · Verenigde Staten · Zweden · Zwitserland